# Mathias Hammer
Mathias Hammer (født 1982) er en dansk pianist, musiker og TV-vært på Danmarks Radio.

## Hæder
- Modtog Léonie Sonning Talentpris i 2010[1]